# Бахмацька міська територіальна громада
Бахмацька територіальна громада — територіальна громада в Україні, у Ніжинському районі Чернігівської області. Адміністративний центр — місто Бахмач.

## Історія
Громада утворена 12 червня 2020 року шляхом об'єднання Бахмацької міської, Бахмацької, Біловежівської, Григорівської, Красилівської, Курінської, Пісківської, Стрільницької, Тиницької, Фастівецької та Халимонівської сільських рад Бахмацького району.
19 липня 2020 року, в результаті адміністративно-територіальної реформи та ліквідації Бахмацького району, громада увійшла до складу Ніжинського району.

## Населені пункти
До складу громади входять — місто (Бахмач), 3 селища (Веселе, Перемога, Черемушки) та 35 сіл:
- Бахмач
- Безпечне
- Біловежі Другі
- Біловежі Перші
- Варварівка
- Вишневе (Фастовецький)
- Вишневе (Халимонівський)
- Вишнівське
- Глибоке
- Григорівка
- Грушівка
- Запорізьке
- Зарукавне
- Зеленівка
- Калинівка
- Кальчинівка
- Кошмалів
- Красилівка
- Кулішове
- Курінь
- Мовчинів
- Олексіївка
- Ополонське
- Осинівка
- Острів
- Пашків
- Піски
- Сонячне
- Стрільники
- Тиниця
- Українське
- Фастівці
- Халимонове
- Шевченка
- Шумейків